# Assassinio sul Nilo (film 2022)
Assassinio sul Nilo (Death on the Nile) è un film del 2022, diretto ed interpretato da Kenneth Branagh.
La pellicola, sequel del film Assassinio sull'Orient Express (2017), è il secondo adattamento cinematografico del romanzo del 1937 Poirot sul Nilo, scritto da Agatha Christie, dopo Assassinio sul Nilo (1978), trasposto anche nella serie televisiva, Poirot, con l'episodio Poirot sul Nilo (2004).
Oltre a Branagh, che torna nei panni di Hercule Poirot, fanno parte del cast corale: Tom Bateman, Annette Bening, Russell Brand, Ali Fazal, Dawn French, Gal Gadot, Armie Hammer, Rose Leslie, Emma Mackey, Sophie Okonedo, Jennifer Saunders e Letitia Wright.

## Trama
Durante la prima guerra mondiale il giovane Hercule Poirot, arruolato nell’esercito belga, elabora una strategia per riconquistare un ponte tenuto dai tedeschi senza subire perdite; tuttavia non riesce a salvare il suo capitano, inciampato su una trappola esplosiva che, nello scoppio, sfregia anche il suo viso. Hercule viene raggiunto nell’ospedale da campo dov’è ricoverato e curato dalla sua amata, la crocerossina Katherine, che lo incoraggia a farsi crescere i baffi per nascondere le cicatrici.
Vent'anni dopo Poirot si trova in un club dove si esibisce la cantante blues Salome Otterbourne. Qui osserva Jacqueline "Jackie" de Bellefort presentare il fidanzato Simon Doyle a una sua amica d'infanzia, l'ereditiera Linnet Ridgeway, perché questa gli offra un lavoro. Linnet flirta con Simon: tra i due fidanzati scoppia una lite e si lasciano.
Sei settimane dopo Poirot è in vacanza in Egitto, dove incontra il suo amico Bouc e conosce sua madre Euphemia, una rinomata pittrice. Bouc presenta Poirot a Linnet e Simon, che intanto si sono sposati. Alla luna di miele si uniscono diversi ospiti: Louise Bourget, cameriera di Linnet; Salome con Rosalie, sua nipote e manager nonché vecchia compagna di classe di Linnet; Marie Van Schuyler, madrina di Linnet, con la sua infermiera, la signora Bowers; Andrew Katchadourian, cugino di Linnet e notaio di quest'ultima; il medico Linus Windlesham, fidanzato con Linnet prima che lei lo lasciasse per Simon. I due fidanzati chiedono protezione a Poirot perché Jackie li ha seguiti con l'intenzione di riconquistare Simon.
Per sfuggire alle minacce di Jackie, la coppia si imbarca con gli altri ospiti sul piroscafo Karnak in una crociera sul Nilo; Linnet ammette con Poirot di non fidarsi di nessuno dei suoi ospiti. Durante una sosta ad Abu Simbel, Bouc confessa a Poirot di amare Rosalie, nonostante la disapprovazione di Euphemia. Poirot gli dà la sua benedizione, mentre Bouc lo incoraggia a trovare l'amore; il detective belga inizia a mostrare interesse per la carismatica Salome. Dopo che Linnet e Simon evitano per un pelo un masso che crolla, tutti gli ospiti tornano sul Karnak, dove scoprono che anche Jackie si è imbarcata. Linnet e Simon decidono pertanto di tornare a casa la mattina seguente.
Poirot incontra Jackie, ancora decisa a riconquistare Simon; il detective le racconta che Katherine morì nell'esplosione di un mortaio sul treno che la portava da lui: da allora ha rinunciato all'amore. In assenza di Linnet Simon affronta Jackie, la quale, fuori di sé, gli spara a una gamba. Bouc e Rosalie portano Jackie dalla signora Bowers, mentre Windlesham cura la ferita di Simon; Poirot, nonostante il grande chiasso, rimane profondamente addormentato nella sua cabina.
La mattina seguente Louise trova Linnet uccisa da un colpo di pistola alla testa; inoltre la sua preziosa collana è stata rubata. Poirot, affiancato da Simon e Bouc, interroga gli ospiti per trovare possibili moventi. Jackie viene scagionata perché assistita da Bowers per tutta la notte, così come Simon, assistito da Windlesham. Louise avrebbe dovuto lasciare l'impiego di Linnet dopo essersi sposata, ma questa aveva fatto in modo di rompere il suo fidanzamento per tenerla come sua cameriera. Windlesham discende da una famiglia aristocratica, ma ha rinunciato ai suoi privilegi per curare i bisognosi. Anche la Bowers proviene da una famiglia ricca, ma ha perso soldi e terre a causa dei genitori di Linnet durante la grande depressione; Poirot deduce inoltre che ella non sia la domestica di Van Schuyler, ma la sua amante. Andrew aveva quasi fatto firmare a Linnet un contratto truffaldino, ma gli era stato impedito da Rosalie; possiede anche una pistola, diversa però da quella che ha sparato. Salome ha una pistola simile a quella di Jackie nel suo copricapo, ma non spara da tempo; da bambina, Rosalie aveva subito un episodio di razzismo da parte di Linnet, ma in seguito le due erano divenute amiche. Euphemia rinviene la collana di Linnet tra le sue cose e lo riferisce a Poirot, che inizia a sospettare anche di lei. La pistola di Jackie, l'arma del delitto, viene infine ripescata dal fiume, avvolta nella sciarpa mancante di Van Schuyler e priva di due proiettili.
Poirot riunisce Bouc, Euphemia, Salome e Rosalie, e rivela di essere stato assunto da Euphemia per spiare Rosalie e vedere se fosse adatta a Bouc. Nonostante l'approvazione di Poirot, Euphemia nega ancora di dare la sua benedizione, mentre Rosalie accusa Poirot di averli ingannati. In quel momento Louise viene trovata morta nella ruota motrice, con la gola tagliata da una lama affilata (uno dei bisturi di Windlesham) e del denaro nascosto addosso.
Poirot e Simon interrogano Bouc: da alcuni indizi rinvenuti sulla seconda scena del crimine, il detective ha dedotto che questi aveva già trovato Linnet morta, e ne aveva approfittato per rubare la collana e metterla tra i bagagli di sua madre, per implicarla nel furto ed essere così libero dal suo ascendente. Bouc confessa, ammettendo anche di aver visto Louise estorcere del denaro all'assassino prima di essere uccisa, e di aver gettato il proprio cappotto nel fiume perché coperto dal sangue di Louise. Prima che possa smascherare l'assassino, Bouc viene ucciso da qualcuno nascosto nell'ombra; Poirot insegue l'assassino, ma non riesce a prenderlo, trovando solo la pistola di Andrew.
Poirot analizza i tre omicidi e arriva alla soluzione del caso: dopo aver radunato i superstiti spinge Andrew a confessare di aver lanciato il masso contro Simon e Linnet in un atto di disperazione, ma l'assassino non è lui. Il detective rivela che i colpevoli della morte di Linnet sono Simon e Jackie: i due hanno inscenato la loro rottura e la storia d'amore tra Simon e Linnet perché lui ereditasse la ricchezza della donna (vero motivo per cui Jackie riusciva sempre a trovarli). Jackie aveva finto di sparare a Simon con una pistola a salve per distrarre Bouc e Rosalie, mentre Simon aveva usato della pittura rossa rubata a Euphemia per fingersi ferito e approfittare del caos per uccidere Linnet; si era poi sparato alla gamba usando la sciarpa di Van Schuyler come silenziatore. Poirot non si è svegliato a causa di un potente narcotico somministratogli di nascosto da Simon; questi si era sbarazzato dell'arma del delitto, mentre a uccidere Louise e Bouc era stata Jackie. Come prova della sua ipotesi infine, il detective esibisce la pezza usata da Simon per tamponare la prima ferita, il cui colore è rosa perché il liquido era vernice e non vero sangue. Simon tenta di fuggire ma Jackie, sapendo di non avere scampo, uccide se stessa e il suo amante.
I passeggeri sbarcano. Il dott. Windlesham decide di rimanere in Africa a svolgere il suo lavoro; Andrew si impegnerà a restituire i soldi e la Van Schuyler darà gran parte dei soldi della nipote in beneficenza, tenendo solo il minimo per vivere con la Bowers. Salome ammette di essere stata attratta da Poirot, prima che lui mostrasse la sua fredda personalità. Sei mesi dopo, a Londra, un Poirot senza baffi visita il jazz club di Salome per vederla esibirsi.

## Produzione
Nel 2015 James Prichard, pronipote di Agatha Christie, espresse l'interesse per un sequel del film Assassinio sull'Orient Express, grazie alla grande intesa e alla positiva collaborazione con Kenneth Branagh; nel maggio 2017 lo stesso Branagh si dichiarò interessato.
Il 21 novembre 2017 la 20th Century Studios annunciò l'inizio della pre-produzione del film, basato sul romanzo Poirot sul Nilo, confermando Michael Green come sceneggiatore e Kenneth Branagh come regista e protagonista.

### Cast
Il 29 settembre 2018 venne annunciato l'ingresso nel cast di Gal Gadot e il 4 ottobre quello di Armie Hammer. Il 18 aprile 2019 venne annunciato l'ingaggio di Letitia Wright nel ruolo di Rosalie Otterbourne ed il 25 giugno il sito Deadline riportò che Annette Bening era in trattative per il ruolo di Euphemia; il 15 agosto 2019 Russell Brand venne contattato per prendere parte al film ed il 15 settembre Ali Fazal entrò nel cast. Il 1º ottobre 2019 la 20th Century Fox annunciò il cast completo del film, oltre ai già citati, con Sophie Okonedo, Jennifer Saunders, Dawn French, Emma Mackey e Rose Leslie.

### Riprese
Le riprese del film, iniziate il 30 settembre 2019 nei Longcross Studios in Inghilterra, proseguirono in Egitto e terminarono il 18 dicembre dello stesso anno.

Il 10 giugno 2020, durante un'intervista, Branagh ha rivelato alcuni dettagli del film dicendo:
(Kenneth Branagh)

### Effetti visivi
La Double Negative ha lavorato agli effetti visivi del film, con George Murphy alla supervisione.

## Colonna sonora
Nel gennaio 2019 il compositore Patrick Doyle, collaboratore storico di Branagh, viene confermato per la colonna sonora del film.

## Promozione
Il primo trailer del film è stato diffuso online il 19 agosto 2020, sul canale YouTube della 20th Century Studios. Contemporaneamente è stata pubblicata anche la prima locandina ufficiale del film, che ritrae il battello a vapore dove è ambientato il film con i nomi del cast principale.

## Distribuzione
La pellicola, la cui uscita era stata inizialmente fissata negli Stati Uniti per l'8 novembre 2019, poi slittata al 20 dicembre 2019, poi ancora posticipata al 23 ottobre 2020, e successivamente al 18 dicembre 2020, è stata ulteriormente rinviata a causa delle sale cinematografiche chiuse per la seconda ondata della pandemia di COVID-19 prima al 17 settembre 2021, poi all'11 febbraio 2022, mentre in Italia viene distribuita nelle sale cinematografiche dal 10 febbraio.

### Divieti
Negli Stati Uniti d'America il film è stato vietato ai minori di tredici anni non accompagnati da adulti per la presenza di "violenza, sangue e riferimenti sessuali".
Il film è stato vietato in Kuwait con la motivazione che "il ruolo di Linnet Ridgeway Doyle è interpretato dall'attrice israeliana Gal Gadot, definita da un funzionario del paese come un ex soldato dell'esercito di occupazione sionista".

## Accoglienza

### Incassi
Il film ha incassato 137307235 $ in tutto il mondo.

### Critica
Sull'aggregatore Rotten Tomatoes il film riceve il 62% delle recensioni professionali positive con un voto medio di 5,9 su 10 basato su 291 critiche, mentre su Metacritic ottiene un punteggio di 52 su 100 basato su 51 critiche.

## Riconoscimenti
- 2022 - E! People's Choice Awards[31][32]
  - Candidatura per il miglior film drammatico
  - Candidatura per la miglior attrice a Gal Gadot
  - Candidatura per il miglior attore/attrice in un film drammatico a Gal Gadot
- 2022 - Saturn Award[33]
  - Candidatura per il miglior film d'azione/di avventura
- 2023 - Visual Effects Society[34]
  - Candidatura per i migliori effetti in un film fotoreale

## Sequel
In un'intervista del dicembre 2017 Branagh ha espresso la sua volontà di creare un universo cinematografico dedicato alle opere di Agatha Christie, con la possibilità quindi di proseguire la saga anche dopo il secondo film:
(Kenneth Branagh)
Nell'ottobre 2022 viene annunciato che il sequel sarà l'adattamento del romanzo del 1969 Poirot e la strage degli innocenti (Hallowe'en party); Kenneth Branagh tornerà come regista e protagonista, mentre il cast sarà composto da Tina Fey, Jamie Dornan, Michelle Yeoh, Kyle Allen, Camille Cottin, Jude Hill, Ali Khan, Emma Laird, Kelly Reilly e Riccardo Scamarcio. Le riprese si sono svolte principalmente a Venezia.
La distribuzione nelle sale italiane è avvenuta il 14 settembre 2023.